# 메이테쓰 고마키선
고마키 선(일본어: 小牧線)은 일본 아이치현 나고야시 기타구의 가미이다 역부터 아이치 현 이누야마시의 이누야마 역을 잇는 나고야 철도의 철도 노선이다.

## 노선 정보
- 관할 · 노선 거리 (영업 거리) : 20.6 km
  - 나고야 철도 (제 2 종 철도 사업자) · 가미이다 연락선 (제 3 종 철도 사업자) :
    - 가미이다 역 - 아지마 역 간2.3 km

  - 나고야 철도 (제 2 종 철도 사업자) :
    - 아지마 역 - 이누야마 역 간 18.3 km
- 궤간 : 1067mm
- 역 수 : 14역 (기.종점역 포함)
- 복선화 구간 : 가미이다 역 - 고마키 역
- 전철화 구간 : 전 구간 전철화 (직류 1500V)
- 폐색 방식 : 차내 신호식 (가미이다 역 - 아지마 역 간), 자동 폐색식 (아지마 역 - 이누야마 역 간)
  - 가미이다 역 - 아지마 역 간은 메이테쓰 유일의 ATC 설치구간이다.
- 교환 가능역 : 다가타진자마에 역, 가쿠덴 역, 고로마루 신호장
- 최고 속도 : 75 km/h (가미이다 역 - 아지마 역 간), 95 km/h (아지마 역 - 이누야마 역 간)
- 최소 곡선 반경 : 300m (아지요시 역 - 가스가이 역 간)

## 역 목록
| 역 번호                                                    | 역명            | 일어 역명    | 역간 거리 | 총 거리 | 접속 노선                             | 소재지     | 소재지     |
| ---------------------------------------------------------- | --------------- | ------------ | --------- | ------- | ------------------------------------- | ---------- | ---------- |
| 나고야 시영 지하철 가미이다 선 헤이안도리 역까지 직통 운전 |                 |              |           |         |                                       |            |            |
| KM13                                                       | 가미이다        | 上飯田       | -         | 0.0     | 나고야 시영 지하철 가미이다 선 (K 01) | 나고야시   | 기타구     |
| KM12                                                       | 아지마          | 味鋺         | 2.3       | 2.3     |                                       | 나고야시   | 기타구     |
| KM11                                                       | 아지요시        | 味美         | 1.4       | 3.7     |                                       | 가스가이시 | 가스가이시 |
| KM10                                                       | 가스가이        | 春日井       | 1.7       | 5.4     |                                       | 가스가이시 | 가스가이시 |
| KM09                                                       | 우시야마        | 牛山         | 1.5       | 6.9     |                                       | 가스가이시 | 가스가이시 |
| KM08                                                       | 마나이          | 間内         | 0.9       | 7.8     |                                       | 가스가이시 | 가스가이시 |
| KM07                                                       | 고마키구치      | 小牧口       | 1.2       | 9.0     |                                       | 고마키시   | 고마키시   |
| KM06                                                       | 고마키          | 小牧         | 0.8       | 9.8     |                                       | 고마키시   | 고마키시   |
| KM05                                                       | 고마키하라      | 小牧原       | 1.5       | 11.3    |                                       | 고마키시   | 고마키시   |
| KM04                                                       | 아지오카        | 味岡         | 1.1       | 12.4    |                                       | 고마키시   | 고마키시   |
| KM03                                                       | 다가타진자마에  | 田県神社前   | 0.9       | 13.3    |                                       | 고마키시   | 고마키시   |
| KM02                                                       | 가쿠덴          | 楽田         | 1.6       | 14.9    |                                       | 이누야마시 | 이누야마시 |
| KM01                                                       | 하구로          | 羽黒         | 2.3       | 17.2    |                                       | 이누야마시 | 이누야마시 |
|                                                            | 고로마루 신호장 | 五郎丸信号場 | -         | (18.9)  |                                       | 이누야마시 | 이누야마시 |
| IY15                                                       | 이누야마        | 犬山         | 3.4       | 20.6    | 나고야 철도 ■ 이누야마선 · 히로미선   | 이누야마시 | 이누야마시 |